# Eberhard Schomburg

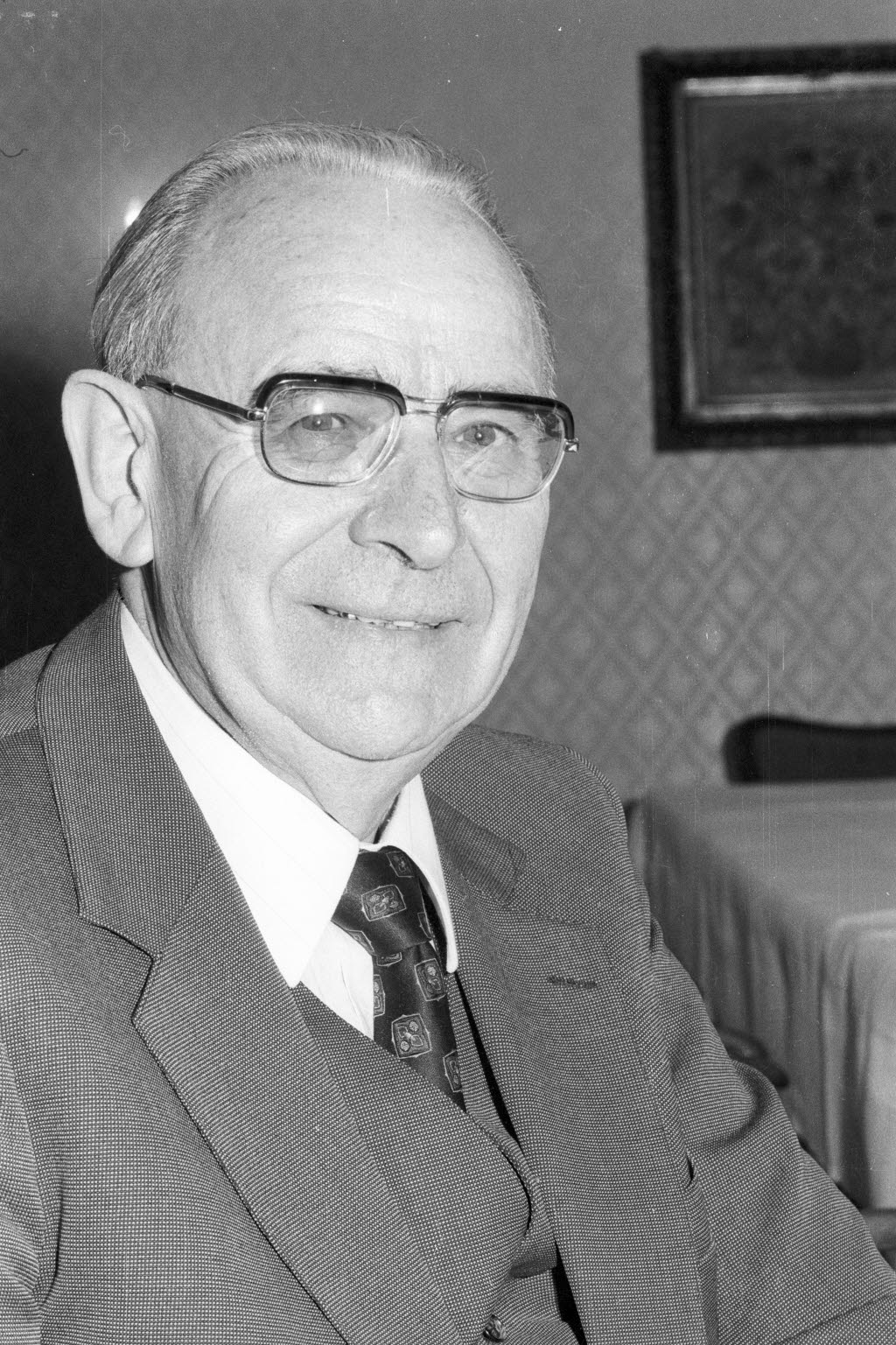
Eberhard Schomburg (1974)

Eberhard Hugo Schomburg (* 13. Juli 1904 in Boffzen; † 9. November 1987 in Hannover) war ein deutscher Pädagoge, Heilpädagoge und Hochschullehrer.

## Leben
Eberhard Schomburg wuchs zur Zeit des Deutschen Kaiserreichs in Braunschweig auf als Sohn des Pfarrers und Mitgliedes des Braunschweiger Landtages, Emil Schomburg.
Eberhard Schomburg studierte und promovierte an der Technischen Universität Braunschweig. Zur Zeit des Nationalsozialismus und mitten im Zweiten Weltkrieg schrieb er 1941 mit der Schreibmaschine seine Dissertation Der Arbeitsversuch von Kraepelin und Pauli als diagnostisches Mittel für den beruflichen Einsatz des Hilfsschülers.
Nach 1945 beteiligte sich Schomburg wesentlich beim Aufbau der Pädagogischen Hochschule Braunschweig, wo er – anfangs als Dozent, ab 1948 als Professor – Inhaber des Lehrstuhls für Pädagogik war.
1951 wechselte Schomburg nach Hannover zum Aufbau und zur Leitung des Heilpädagogischen Instituts des Landes Niedersachsen.
Eberhard Schomburg engagierte sich – auch nach seiner Emeritierung – stark für die Lebenshilfe, den Kinderschutzbund sowie den Kneipp-Bund.

## Schriften (Auswahl)
- Die Sonderschulen in der Bundesrepublik Deutschland. Geschichtliche Entwicklung und gegenwärtiger Stand, Berlin-Spandau; Neuwied am Rhein: Luchterhand, [1964]
- Wilhelm Bläsig, Eberhard Schomburg: Das Dysmelie-Kind. Auswertung von Interviews mit Eltern geschädigter Kinder (= Schriftenreihe aus dem Gebiete des öffentlichen Gesundheitswesens, Heft 22), Stuttgart: Thieme, 1966
- Wilhelm Bläsig, Eberhard Schomburg: Das zerebralparetische Kind. Auswertung von Interviews mit Eltern geschädigter Kinder (= Schriftenreihe aus dem Gebiete des öffentlichen Gesundheitswesens, Heft 25), Stuttgart: Thieme, 1968
- Wilhelm Bläsig, Eberhard Schomburg: Das unfallgeschädigte Kind. Untersuchungen über Verkehrsunfälle bei Kindern in pädagogischer und psychologischer Sicht (= Schriftenreihe aus dem Gebiete des öffentlichen Gesundheitswesens, Heft 30), unter Mitarbeit von Adolf Friedemann et al. und einem Geleitwort von Josef Stralau, Stuttgart: Thieme, 1971, ISBN 3-13-143001-X
- Eberhard Schomburg, Lieselotte Schmidt: Hundert Hilfen für lese- und rechtschreibschwache Kinder (= Heilpädagogische Schriftenreihe, Bd. 1), Kassel-Wilhelmshöhe: Verlag Schule und Elternhaus, 1974, ISBN 3-88056-000-5
- Glücklichsein in unserer Zeit. Eine praktische Lebenshilfe, 2. Auflage, Bad Wörishofen: Kneipp-Verlag, [1989], ISBN 3-921481-24-4
- Sebastian Kneipp. 1821 - 1897. Die Lebensgeschichte eines aussergewöhnlichen Mannes, 7. Auflage, Bad Wörishofen: Kneipp-Verlag, 1994, ISBN 3-921481-14-7